# ستيفن كورونيل
ستيفن كورونيل (بالإنجليزية: Stephen Coronel)‏ هو موسيقي أمريكي، ولد في 21 مارس 1951 في مانهاتن في الولايات المتحدة.

## وصلات خارجية
- ستيفن كورونيل على موقع ميوزك برينز (الإنجليزية)
- ستيفن كورونيل على موقع ديسكوغز (الإنجليزية)